# Dipterocarpus tempehes
Dipterocarpus tempehes — вид тропических деревьев из рода Диптерокарпус семейства Диптерокарповые.
Эндемик острова Калимантан. Произрастает в болотистых местностях на высоте до 400 метров над уровнем моря. Высокое вечнозелёное дерево. Высота ствола до 50 метров, диаметр до 116 см. Цветки бело-розовые до 54 мм в диаметре. Древесина дерева используется в строительстве.
Охранный статус вида — EN — вымирающие виды.